# محمدحسین کاشفی
محمدحسین کاشفی سیاست‌مدار ایرانی بود، که در دوره بیست و چهارم مجلس شورای ملی به عنوان نماینده نیشابور از استان خراسان در مجلس شورای ملی حضور داشت.